# Herbie Lewis (hockey sur glace)
Temple de la renommée : 1989
Herbert Lewis (17 avril 1906 – 20 janvier 1991) est un joueur de hockey sur glace né à Calgary, au Canada.

## Carrière
Il est joueur de hockey sur glace entre 1925 et 1941 jouant principalement dans la Ligue nationale de hockey pour les Red Wings de Détroit (ou pour une de ses entités antérieures). Il remporte la Coupe Stanley à deux reprises en 1936 et 1937. Après sa carrière de joueur, il devient entraîneur de hockey dans la Ligue américaine de hockey pour les Capitals d'Indianapolis avec qui il remporte la Coupe Calder en 1942. Admis au temple de la renommée du hockey en 1989, il meurt deux ans plus tard.

## Statistiques
| Saison     | Équipe                  | Ligue      |     | Saison régulière | Saison régulière | Saison régulière | Saison régulière | Saison régulière |    | Séries éliminatoires | Séries éliminatoires | Séries éliminatoires | Séries éliminatoires | Séries éliminatoires |
| Saison     | Équipe                  | Ligue      | PJ  | B                | A                | Pts              | Pun              | PJ               | B  | A                    | Pts                  | Pun                  |                      |                      |
| 1925-1926  | Hornets de Duluth       | LCH        | 39  | 17               | 11               | 28               | 52               |                  |    |                      |                      |                      |                      |                      |
| 1926-1927  | Hornets de Duluth       | AHA        | 37  | 18               | 6                | 24               | 52               |                  |    |                      |                      |                      |                      |                      |
| 1927-1928  | Hornets de Duluth       | AHA        | 40  | 14               | 5                | 19               | 56               |                  |    |                      |                      |                      |                      |                      |
| 1928-1929  | Cougars de Detroit      | LNH        | 37  | 9                | 5                | 14               | 33               |                  |    |                      |                      |                      |                      |                      |
| 1929-1930  | Cougars de Détroit      | LNH        | 44  | 20               | 11               | 31               | 36               |                  |    |                      |                      |                      |                      |                      |
| 1930-1931  | Falcons de Detroit      | LNH        | 44  | 15               | 6                | 21               | 38               |                  |    |                      |                      |                      |                      |                      |
| 1931-1932  | Falcons de Détroit      | LNH        | 48  | 5                | 14               | 19               | 21               | 2                | 0  | 0                    | 0                    | 0                    |                      |                      |
| 1932-1933  | Red Wings de Détroit    | LNH        | 48  | 20               | 14               | 34               | 20               | 4                | 1  | 0                    | 1                    | 0                    |                      |                      |
| 1933-1934  | Red Wings de Détroit    | LNH        | 43  | 16               | 15               | 31               | 15               | 9                | 5  | 2                    | 7                    | 2                    |                      |                      |
| 1934-1935  | Red Wings de Détroit    | LNH        | 48  | 16               | 27               | 43               | 26               |                  |    |                      |                      |                      |                      |                      |
| 1935-1936  | Red Wings de Détroit    | LNH        | 45  | 14               | 23               | 37               | 25               | 7                | 2  | 3                    | 5                    | 0                    |                      |                      |
| 1936-1937  | Red Wings de Détroit    | LNH        | 45  | 14               | 18               | 32               | 14               | 10               | 4  | 3                    | 7                    | 4                    |                      |                      |
| 1937-1938  | Red Wings de Détroit    | LNH        | 42  | 13               | 18               | 31               | 12               |                  |    |                      |                      |                      |                      |                      |
| 1938-1939  | Red Wings de Détroit    | LNH        | 39  | 6                | 10               | 16               | 8                | 6                | 1  | 2                    | 3                    | 0                    |                      |                      |
| 1939-1940  | Capitals d'Indianapolis | IAHL       | 26  | 1                | 6                | 7                | 6                |                  |    |                      |                      |                      |                      |                      |
| 1940-1941  | Capitals d'Indianapolis | LAH        | 2   | 1                | 0                | 1                | 0                |                  |    |                      |                      |                      |                      |                      |
| Totaux LNH | Totaux LNH              | Totaux LNH | 483 | 148              | 161              | 309              | 248              | 38               | 13 | 10                   | 23                   | 6                    |                      |                      |